# Traité de Bruxelles (1975)
Pour les articles homonymes, voir Traité de Bruxelles.
Le traité de Bruxelles – de son nom complet : « Traité portant modification de certaines dispositions financières des traités instituant les Communautés européennes et du traité instituant un Conseil unique et une Commission unique des Communautés européennes » –, signé à Bruxelles le 22 juillet 1975 et entré en vigueur le 1er juin 1977, élargit les pouvoirs budgétaires du Parlement européen et crée la Cour des comptes européenne.